# Städtisches Gymnasium Vohwinkel
Das Gymnasium Vohwinkel ist ein 1974 gegründetes Gymnasium in Wuppertal-Vohwinkel, welches im Schulzentrum West liegt. Die Schule ging aus einer Zusammenlegung des naturwissenschaftlichen Gymnasiums für Knaben (Mackensenstraße) und des sozialwissenschaftlichen Gymnasiums für Mädchen (Florian-Geyer-Straße) hervor. Teile des Gebäudeensembles stehen seit 1995 unter Denkmalschutz.

## Geschichte

### Naturwissenschaftliches Gymnasium Mackensenstraße
Vorläufer des Gymnasiums Vohwinkel war unter anderem eine private Knabenschule, die 1892 ihren Unterricht aufnahm. Ihr Ziel war es als Vorbereitung auf die Obertertia (= Jahrgangsstufe 9) der Schulformen Realschule, Oberrealschule und Gymnasium zu dienen, weshalb zum Beispiel Latein unterrichtet wurde. Die Knabenschule wurde 1897 von der Gemeinde als öffentliche Rektoratsschule übernommen.
1907 wandelte sich die Bildungsanstalt zu einer Realschule. Versuche, die Realschule in ein Gymnasium umzuwandeln, scheiterten unter anderem im Jahr 1912. Nach dem Ersten Weltkrieg konnte, nach einer Unterbrechung der Bauarbeiten, das Gebäude (der heutige Altbau) an der Mackensenstraße (heute Goerdelerstraße) bezogen werden. Auf Grund dieser Lage wurde der Name Macke als Abkürzung der Schule verwendet.
Nach einer Genehmigung im November 1924 folgte 1925 der Umbau in ein Reformrealgymnasium, das 1938 mit Scharnhorst-Schule, Städtische Oberschule für Jungen einen neuen Namen erhielt. Im Zweiten Weltkrieg diente das Schulgebäude als Vorratslager für Kriegszwecke und Unterkunft für die Hitlerjugend. Nach Kriegsende eröffnete in dem Gebäude erneut eine Schule, die Städtische Oberschule für Jungen.
In den 1960er Jahren wurden aus Platzgründen Leichtbauten für die Schule errichtet. 1971 eröffnete das Gymnasium für Jungen und Mädchen, das sich noch im gleichen Jahr zum Mathematisch–Naturwissenschaftlichen und Neusprachlichen Gymnasium für Mädchen und Jungen umbenannte. 1974 folgte die Zusammenführung mit dem Sozialwissenschaftlichen Gymnasium Florian-Geyer-Straße.

### Sozialwissenschaftliches Gymnasium Florian-Geyer-Straße
1887 eröffnete die Private Höhere Mädchenschule. Die Gemeinde übernahm die Schule 1897 als Öffentliche Höhere Töchterschule; 1912 folgte der Ausbau zum Lyzeum. Der Ausbau zu einer Frauenoberschule geschah 1937, nachdem 1929 ein vorangegangener Versuch noch gescheitert war. 1939 wurde die Frauenoberschule in Schiller-Schule umbenannt.
Die Umformung in ein Sozialwissenschaftliches Gymnasium erfolgte 1966. Ab 1970 durften auch Jungen die Schule besuchen, es erfolgte die Ergänzung eines erziehungswissenschaftlichen Zweiges. Beide Umstände hatten eine Umbenennung in Sozialwissenschaftliches Gymnasium mit erziehungswissenschaftlichem Zweig für Mädchen und Jungen zur Folge. Das Gymnasium wurde von den Schülern abgekürzt Flori genannt.

### Nach 1974
Erst nach der Übergabe des Neubaus am Nocken wurde 1977 die Verwaltung aus der Florian-Geyer-Straße in den Neubau verlegt. Das Gebäude der Florian-Geyer-Straße diente nun als Oberstufengebäude. 1987 zog auch die restliche Schule in das Gebäude am Nocken ein. Später zog die neu gegründete Vohwinkeler Gesamtschule (heute Pina-Bausch-Gesamtschule) in das Gebäude an der Florian-Geyer-Straße ein.

## Gebäude
Der Schulkomplex ist unterteilt in zwei Gebäude; den Haupttrakt (Neubau) mit der Verwaltung und das ältere Nebengebäude (Altbau). Von Oktober 2009 bis Oktober 2012 wurde der Neubau mit dem Effekt einer Heizkosteneinsparung in Höhe von jährlich 42.000 € saniert.

## Persönlichkeiten

### Bekannte Lehrer
- Dietrich Maus (* 1942), Maler, Grafiker und Zeichner

### Bekannte Schüler
- Hede Bühl (* 1940), Bildhauerin
- Karl-Ernst Bungenstab (1939–2021), Hochschullehrer, Kommunal- und Kulturpolitiker (Abitur 1960)
- Hans D. Mummendey (* 1940), Psychologe und Hochschullehrer (Abitur 1959)